# Dilpesend Kadınefendi
Dilpesend Kadınefendi (16. ledna 1861 – 17. června 1901) byla šestá manželka osmanského sultána Abdulhamida II.

## Život
Dilpesend se narodila 16. ledna 1861 v Tbilisi v Gruzii. Její rodné jméno bylo Azize a byla dcerou Maksuda Giraye Beye. Byla vysoká, měla černé vlasy a pleť v odstínu pšenice.
Před svatbou se sultánem Abdulhamidem II. sloužila jako doprovod Tiryal Hanımefendi, čtrnácté manželky sultána Mahmuda II. Po její smrti v roce 1882 byli všichni její sloužící přesunuti do paláce Dolmabahçe.
Dilpesend se provdala za Abulhamida dne 10. dubna 1883. Dostala titul čtvrté ikbal. Dne 9. ledna 1884 po roce manželství porodila své jediné dítě, dceru Naile Sultan. V roce 1895 byla povýšena na třetí ikbal.

## Smrt
Dilpesend zemřela 17. června 1901 ve věku 40 let v paláci Yıldız. Byla pohřbena na hřbitově Yahyi Efendiho v Istanbulu.